# Niño Josele
Juan José "Niño Josele" Heredia (n. Almería, 1974) es un guitarrista flamenco.
Hijo del Josele, cantaor almeriense, es descendiente de una larga dinastía de tocaores y cantaores almerienses. Comenzó a despuntar a mediados de los años 1990, ganando en 1996 el Concurso de Jóvenes Intérpretes de la Bienal de Flamenco de Sevilla.
Ha tocado en multitud de países y en compañía de músicos de todos los ámbitos, desde flamencos como Paco de Lucía, Montse Cortés, Duquende, Remedios Amaya, Pepe de Lucía, Enrique Morente o el Cigala, a intérpretes de talla internacional como Andrés Calamaro, Joan Manuel Serrat, Lenny Kravitz, Alicia Keys o Elton John.[cita requerida]
Con él han colaborado productores musicales como Javier Limón o Fernando Trueba.
Fue candidato a los Premios Grammy Latinos 2010, por su disco Española, repitiendo en 2012 por su álbum El mar de mi ventana.
El 16 de julio de 2016 realizó un recital en el Mesón Gitano junto a la voz de Arcángel y al baile de Farruquito. En 2017 formó parte de la producción realizada por Jorge Pardo para el XX aniversario del Festival de Jazz de San Javier.

## Discografía
- Calle Ancha (1995).
- El Sorbo (2001), con Javier Limón.
- Teatro Real (2002), con Diego El Cigala.
- Niño Josele (2003).
- Paz (2006).
- La venta del alma (25 de agosto de 2009). Edición limitada.
- Española (2009).
- El mar de mi ventana (2012), con Paco de Lucía, Tomatito, Duquende, Carles Benavent y los hermanos José Enrique Morente, Estrella Morente y Soleá Morente.
- Amar en paz (2014) Estrella Morente & Niño Josele
- Galaxias (2022)